# 삽 모양 앞니
삽 모양 앞니는 안쪽 면의 가운데가 패인 채로 가장자리가 융기한 국자 형태를 이루는 앞니를 가리킨다.

## 역사
삽 모양 앞니에 대한 최초의 묘사는 1870년에 있었던 것으로 알려져 있다.

## 인종 분류의 역사
20세기 중반에 삽 모양 앞니는 인종을 분류하기에 좋은 특징으로 인식되었다. 1964년의 어떤 연구는 당대의 많은 인류학자들이 삽 모양 앞니를 인종을 판별하기 위한 특징으로 이용하고 있다고 밝히고 있다.

## 같이 보기
- 몽골 인종